# Muhammad ibn Budżuma
Muhammad ibn Budżuma, Mohamed Ben Boujemaa (arab. محمد بن بوجمعة; ur. w 1922 w Rabacie) – marokański strzelec, olimpijczyk.
Uczestniczył w Letnich Igrzyskach Olimpijskich 1960 w Rzymie. Startował tylko w konkurencji strzelania z karabinu małokalibrowego w pozycji leżącej z 50 m, w której odpadł w kwalifikacjach (zajął w nich ostatnie miejsce z bardzo dużą stratą do wyprzedzających go zawodników).

## Wyniki olimpijskie
| Igrzyska | Konkurencja                       | Wynik                                         | Miejsce    | Źródło |
| -------- | --------------------------------- | --------------------------------------------- | ---------- | ------ |
| IO 1960  | Karabin małokalibrowy leżąc, 50 m | Kwalifikacje – 279 punktów (62-68-74-75) (NQ) | 85 (na 85) | [ 2 ]  |